# Моцкаройское сельское поселение
Моцкаройское се́льское поселе́ние — муниципальное образование в Итум-Калинском районе Чечни Российской Федерации.
Административный центр — село Моцкарой.

## История
Статус и границы сельского поселения установлены Законом Чеченской Республики от 14 июля 2008 года № 46-РЗ «Об образовании муниципального образования Итум-Калинский район и муниципальных образований, входящих в его состав, установлении их границ и наделении их соответствующим статусом муниципального района, городского и сельского поселения».

## Население
| 2010 | 2012 | 2013 | 2014 | 2015 | 2016 | 2017 |
| ---- | ---- | ---- | ---- | ---- | ---- | ---- |
| 113  | ↘111 | ↗112 | ↗113 | ↘112 | ↘108 | ↗112 |
| 2018 | 2019 | 2020 | 2021 | 2023 | 2024 |      |
| ↗115 | ↗118 | ↗119 | ↗184 | ↘182 | ↘178 |      |

## Населённые пункты
В состав сельского поселения входят 6 населённых пунктов:
| № | Населённый пункт | Тип населённого пункта | Население |
| - | ---------------- | ---------------------- | --------- |
| 1 | Верхний Бара     | село                   | 9         |
| 2 | Кенахо           | село                   | 0         |
| 3 | Моцкарой         | село                   | 86        |
| 4 | Терлой           | село                   |           |
| 5 | Шюнда            | село                   | 18        |
| 6 | Эрстахо          | село                   | 0         |

Согласно плану восстановления Галанчожского района, в состав Моцкаройского сельского поселения планируют включать следующие населённые пункты: 
- с. Моцкарой,
- х. Ошни,
- с. Верхний Бара,
- х. Отты,
- х. Бушни,
- х. Бара,
- х. Горо,
- х. Кенахо,
- х. Хелдеха,
- х. Эльпаро,
- х. Тёхо,
- х. Идах,
- х. Хоти,
- х. Эрстахо,
- х. Коричу,
- х. Шюнда.
- х. Кере[15].

Законом от 29 октября 2021 года на территории Моцкаройского сельского поселения было решено образовать новое село с предполагаемым названием «Терлой» и планами переименовать сельское поселение в Терлойское с центром в этом новом селе. Распоряжением Правительства Российской Федерации от 11 июля 2022 года новообразованное село официально получило наименование Терлой и позже включено в перечни населённых пунктов района и сельского поселения.